# Groupe Monstre
Pour l’article homonyme, voir Groupe monstre de Tarski (en).
En mathématiques, le Monstre M ou groupe de Fischer-Griess F1 est le plus gros des 26 groupes simples sporadiques. Son ordre est
|M| = 246 × 320 × 59 × 76 × 112 × 133 × 17 × 19 × 23 × 29 × 31 × 41 × 47 × 59 × 71
|M| = 808 017 424 794 512 875 886 459 904 961 710 757 005 754 368 000 000 000
|M| ≈ 8 × 1053.

## Présentation
C'est un groupe simple, ceci signifiant qu'il n'a aucun sous-groupe normal excepté pour le sous-groupe constitué seulement de l'élément identité, et {\displaystyle M\,} lui-même.
Les groupes simples finis ont été complètement classés ; il existe 18 familles infinies dénombrables de groupes simples finis, plus 26 groupes sporadiques qui ne suivent aucun motif apparent. Le groupe Monstre est le plus grand de ces groupes sporadiques.
Son existence a d'abord été conjecturée en 1973 sur la base de sa table des caractères, indépendamment par Bernd Fischer et Robert Griess.
Il a ensuite été construit en 1982 par Robert Griess comme groupe de rotations d'un espace de dimension 196 883.
Il agit par automorphismes sur une algèbre vertex appelée algèbre vertex du Monstre dont les dimensions des composantes homogènes sont données par les coefficients de la fonction modulaire j. La construction, donnée par Igor Frenkel, James Lepowsky et Arne Meurman (de), utilise le réseau de Leech.
L'ensemble {2, 3, 5, 7, 11, 13, 17, 19, 23, 29, 31, 41, 47, 59, 71} des nombres premiers qui divisent l'ordre du Monstre apparaît aussi dans l'étude des formes modulaires.

## Existence et unicité
Le Monstre a été construit par Griess en 1980 comme le groupe d'automorphismes de l'algèbre de Griess, une algèbre non associative et commutative de dimension 196 884. John Conway a simplifié cette construction plus tard. 
Les constructions de Griess et Conway montrent que le Monstre existe. John G. Thompson a montré que l'unicité découlerait de l'existence d'une représentation fidèle de dimension 196 883. Une preuve de l'existence d'une telle représentation a été annoncée en 1982 par Simon P. Norton mais il n'a jamais publié les détails. La première preuve publiée de l'unicité du Monstre a été complétée par Griess, Meierfrankenfeld et Segev en 1990.
Le Monstre a 194 classes de conjugaisons. Sa table des caractères a été calculée en 1979, avant que l'existence ou l'unicité du Monstre n'ait été prouvée. Le calcul était fondé sur l'hypothèse que le degré minimal d'une représentation fidèle complexe est 196 883.

## Monstrous moonshine
Le groupe Monstre met en évidence des liens dans la conjecture dite du monstrous moonshine qui relie les mathématiques discrètes et non discrètes, qui fut prouvée par Richard Borcherds en 1992.
Dans ce cadre, le Monstre apparaît comme le groupe d'automorphismes de l'algèbre vertex du Monstre, une algèbre d'opérateurs vertex de dimension infinie contenant l'algèbre de Griess, et agissant sur l'algèbre de Lie Monstre, une algèbre de Kac-Moody généralisée (en).

## Une construction informatique
Robert Arnott Wilson a trouvé explicitement (avec l'aide d'un ordinateur) deux matrices 196 882 × 196 882 sur le corps à 2 éléments qui engendrent le groupe Monstre. Néanmoins, exécuter les calculs avec ces matrices est d'un coût prohibitif en termes de temps et d'espace de stockage. Wilson et ses collaborateurs ont trouvé une méthode d'exécution de calculs avec le Monstre qui est considérablement plus rapide.
Soit V un espace vectoriel de dimension 196 882 sur le corps à 2 éléments. On choisit un grand sous-groupe H (un sous-groupe maximal de préférence) du Monstre dans lequel il est facile de faire des calculs. Le sous-groupe H choisi est 31+12⋅2⋅Suz⋅2, où Suz est le groupe de Suzuki. Les éléments du Monstre sont stockés comme des mots en les éléments de H et un générateur supplémentaire T. Il est raisonnablement rapide de calculer l'action d'un de ces mots sur un vecteur dans V. En utilisant cette action, il est possible d'exécuter les calculs (tel que l'ordre d'un élément du Monstre). Wilson a exhibé des vecteurs u et v dont le stabilisateur commun est le groupe trivial. Ainsi (par exemple) on peut calculer l'ordre d'un élément g du Monstre en trouvant le plus petit i > 0 tel que giu = u et giv = v.
Ceci et des constructions similaires (dans différentes caractéristiques) ont été utilisés pour prouver certaines propriétés intéressantes du Monstre (par exemple, pour trouver certains de ses sous-groupes maximaux non locaux).